# Afonso Celso de Assis Figueiredo Júnior

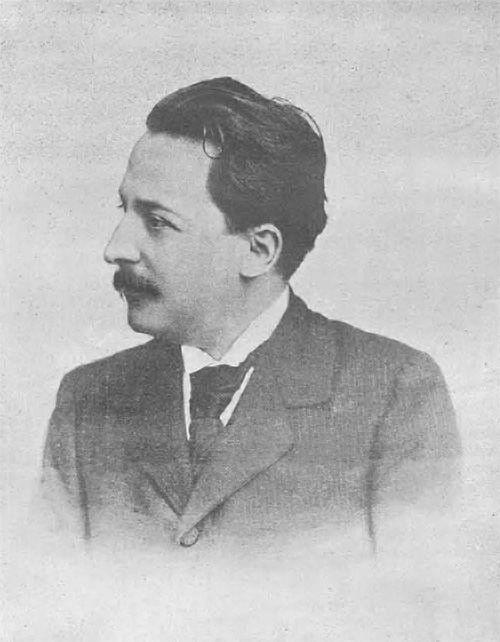
Afonso Celso

Afonso Celso de Assis Figueiredo Júnior, auch Conde de Afonso Celso (* 31. März 1860 in Ouro Preto, Minas Gerais; † 11. Juli 1938 in Rio de Janeiro) war ein brasilianischer Dichter, Historiker und Politiker.

## Leben
Afonso Celso war der Sohn des monarchischen Politikers Afonso Celso de Assis Figueiredo (1836–1912), Visconde de Ouro Preto, letzter Vorsitzender des Ministerrates im Kaiserreich Brasilien, und der Francisca de Paula Martins de Toledo. Mit 15 Jahren veröffentlichte er seine erste Gedichtsammlung Prelúdios.
1875 immatrikulierte er sich für das Studium der Rechtswissenschaft an der Juristischen Fakultät der Universität São Paulo und promovierte mit einer Arbeit über Direito da Revolução 1880. 1884 heiratete er Eugênia da Costa, aus der Ehe gingen vier Kinder hervor.
Celso war ein Verfechter des Abolitionismus. Bereits mit 21 Jahren wurde der Abgeordneter im brasilianischen Parlament für die Provinz Minas Gerais und wurde dreimal wiedergewählt. Seine politische und juristische Tätigkeit endete mit der Ausrufung der Republik 1889, er begleitete seinen Vater ins Exil nach Portugal, der kaiserlichen Familie folgend.
Zurückgekehrt widmete er sich der Lehrtätigkeit und wurde Dozent für Politische Ökonomie an der Faculdade de Ciências Jurídicas e Sociais do Rio de Janeiro, später wurde er Rektor der Universidade Federal do Rio de Janeiro; gleichzeitig hatte er begonnen, sich dem Journalismus zuzuwenden und veröffentlichte im Jornal do Brasil, dem er 30 Jahre verbunden war, dem Correio da Manhã und anderen Zeitungen.
Afonso Celso war 1897 Mitbegründer der Academia Brasileira de Letras (Cadeira 36) und war 1925 und 1935 deren Präsident. In das Instituto Histórico e Geográfico Brasileiro trat er 1892 ein und war in Nachfolge des Baron Rio Branco von 1912 bis 1938 Präsident des Instituts.
Der nichterbliche Titel Conde als Conde de Afonso Celso wurde ihm vom Heiligen Stuhl verliehen.

## Nachwirken
1900 stellte er in dem Werk Por que me ufano de meu país die Wortneuschöpfung „ufanismo“ (Ufanismus) für eine übertriebene, auch beschönigende Ausdrucksform vor, wie er sie in seiner Schrift Warum bin ich stolz auf mein Vaterland? (Berlin 1910) nicht ohne Humor und Sarkasmus vorstellte. Von seinen vielen Schriften sind hervorzuheben Vultos e fatos (1892), O imperador no exílio (1893), die Erzählung Lupe (1894), O assassinato do coronel Gentil de Castro (1897), Oito anos de Parlamento (1898) und O visconde de Ouro Preto (1935).

## Werke
- Prelúdios (1876), Gedichtsammlung
- Devaneios (1877)
- Telas sonantes (1879)
- Um ponto de interrogação (1879)
- Poenatos (1880)
- Rimas de outrora (1891)
- Vultos e fatos (1892)
- O imperador no exílio (1893)
- Minha filha (1893)
- Lupe (1894)
- Giovanina (1896)
- Guerrilhas (1896)
- Contraditas monárquicas (1896)
- Poesias escolhidas (1898)
- Oito anos de parlamento (1898)
- Trovas de Espanha (1899)
- Aventuras de Manuel João (1899)
- Por que me ufano de meu país (1900)
- Um invejado (1900)
- Da imitação de Cristo (1903)
- Biografia do Visconde de Ouro Preto (1905)
- Lampejos Sacros (1915)
- O assassinato do coronel Gentil de Castro (1928)
- Segredo conjugal (1932)